# Académie de ballet Vaganova
L'académie de ballet Vaganova est l'héritière de l'École impériale du ballet créée en 1738, rattachée au théâtre Mariinsky (ex-Kirov) de Saint-Pétersbourg, connue aussi en URSS sous le nom d’Institut chorégraphique d'État de Léningrad.
Elle doit son nom à la ballerine Agrippina Vaganova qui s'efforça, à partir des années 1920 et tout au long de sa vie, de transmettre l'enseignement qu'elle avait reçu du temps des ballets impériaux.
Elle a formé les danseurs, les chorégraphes et les pédagogues les plus réputés, qui ont adopté la méthode Vaganova pour leur formation et leurs classes. Les élèves de l'Académie travaillent principalement au théâtre Mariinsky, mais aussi dans les compagnies les plus prestigieuses du monde.

## Histoire
L'École impériale de théâtre a été fondée par un oukase de l'impératrice Anne en 1738. Le premier directeur en a été le Français Jean-Baptiste Landé. Il reçoit l'autorisation de former « douze personnes mineures de nationalité russe, six de sexe masculin et six de sexe féminin, afin de composer un ballet de douze personnes pour danses de théâtre ». L'école était installée au début dans des salles du Palais d'Hiver et comportait douze garçons et douze filles. Son but était de former la première compagnie de danse de Russie, le ballet impérial russe. L'école prit progressivement le nom d’École impériale du ballet. Son destin sera lié à celui du théâtre Bolchoï Kamenny, puis à partir des années 1860 à celui du théâtre Mariinsky, jusqu'à nos jours.
La plupart de ses professeurs venaient d'Europe occidentale, comme Franz Hilverding et Giuseppe Canziani. Le premier Russe fut Ivan Valberkh. Au fur et à mesure de son développement, l'école intègre ainsi différentes méthodes venues d'autres pays d'Europe, avec des professeurs comme Christian Johansson, élève d'Auguste Bournonville, ou l'Italien Enrico Cecchetti. Pierina Legnani et Carlotta Brianza furent les représentantes emblématiques de cette tendance du ballet romantique italien acclimaté en Russie. L'influence des maîtres de ballet du XIXe siècle, venus de France, comme Charles-Louis Didelot maître de ballet de Paul Ier, Jules Perrot, et surtout le marseillais Marius Petipa, arrivé en Russie à 29 ans en 1847, (jusqu'en 1904) sera considérable,. Les Russes Lev Ivanov et Michel Fokine (au début du XXe siècle) marquèrent aussi leur époque.
Depuis 1836, les locaux de l'Académie se situent dans les magnifiques bâtiments néo-classiques construits par Carlo Rossi, rue Rossi, dans le centre historique de Saint-Pétersbourg.
Au moment de la révolution d'Octobre, en 1917 l'École impériale du ballet a été dissoute. Elle fut rouverte quelques années plus tard, sous le nom d’Institut chorégraphique d'État de Léningrad, tandis que les Ballets impériaux devenaient le Ballet soviétique. Le théâtre Mariinsky, quant à lui, fut renommé théâtre Kirov, en l'honneur d'un personnage politique soviétique assassiné en 1934, Sergueï Kirov.
La danseuse et pédagogue du théâtre Mariinsky rejoignit le nouvel institut chorégraphique en 1921, et y enseigna pendant une trentaine d'années, jusqu'en 1951, l'année de sa mort. Agrippina Vaganova formalisa les principes de la danse classique et arriva à maintenir l'enseignement qu'elle avait reçu autrefois, développant en plus une méthode de haut niveau. Son approche mettait l'accent la coordination de toutes les parties du corps, mais s'attachait particulièrement à la colonne vertébrale, à la nuque et au centre de gravité du corps, permettant à ses élèves de maintenir une stabilité apparemment sans effort, tout en dansant. Plus tard, Marina Vassilieva a formé des générations de grandes ballerines (dont Elena Evseïeva, Viktoria Terechkina, Evguenia Obraztsova...).
L'institut a pris son nouveau nom d’« Académie de ballet russe (Vaganova) » en 1991.

## Époque contemporaine
L'Académie forme, au début du XXIe siècle 300 élèves. 3 000 enfants ou jeunes adolescents se présentent chaque année aux auditions d'entrée, dont 60 sont pris et 25 diplômés à la fin de leur cursus. L'équipe pédagogique est constituée d'environ 75 professeurs de danse, 30 professeurs de piano, 40 enseignants et 40 tuteurs.
Le danseur étoile Nikolaï Tsiskaridzé, bien connu en Russie, mais renvoyé du Bolchoï de Moscou en juin 2013 à la suite d'un conflit avec la direction, en est devenu le recteur fin octobre de cette même année 2013, ce qui a provoqué une émotion parmi les professeurs et danseurs étant donné la rivalité entre ces établissements. La directrice artistique est l'ex-ballerine du Kirov, Janna Ayoupova.
Pour y être formé, les auditions ont lieu tous les ans en juin, les candidats devant avoir au moins dix ans. Les auditions se déroulent en trois parties :
- la première pour noter la taille, les proportions, la hauteur de saut, l'apparence et les aptitudes physiques de l'enfant
- la seconde pour examiner auprès d'un médecin les capacités du candidat
- la troisième pour évaluer les aptitudes musicales, le rythme, la coordination et le talent artistique de l'enfant.

L'enseignement dispensé est du niveau secondaire pour la partie académique, avec leçons de français obligatoires, instruction musicale et piano. L'école de danse, quant à elle, est organisée autour d'un enseignement progressif, avec de nouvelles matières au fur et à mesure des classes. La méthode d'enseignement de la danse reste marquée par les principes développés par Agrippina Vaganova : l’apprentissage est construit en fonction du physique et du développement des danseurs, et une attention est portée sur le centre de gravité. L'accent est mis aussi sur la musicalité. Des étudiants étrangers sont accueillis. Une certaine fierté est associée à l'admission et au passage dans cette école, ce qui explique en partie les réactions à l'arrivée d'un directeur issu du Bolchoï. À la fin de la huitième année, les élèves participent à un gala qui a lieu au théâtre Mariinsky. Les meilleurs d'entre eux se voient proposer un contrat dans le corps de ballet du Mariinsky. La plupart des autres ont un contrat ensuite, parfois avec le Bolchoï, et surtout avec d'autres compagnies de Russie ou même étrangères, comme au Royal Ballet de Londres ou la compagnie de ballet du Grand-Théâtre à Bordeaux.